# Zoja Iwanowa
Zoja Iwanowa (ros. Зоя Александровна Иванова; ur. 14 marca 1952 w Zatonie) – kazachska lekkoatletka specjalizująca się w biegach długodystansowych, przede wszystkim w maratonie, uczestniczka letnich igrzysk olimpijskich w Seulu (1988). W czasie swojej kariery reprezentowała Związek Socjalistycznych Republik Radzieckich.

## Sukcesy sportowe
- czterokrotna mistrzyni ZSRR w biegu maratońskim – 1981, 1982, 1983, 1984[1]

| Rok  | Miasto   | Zawody                                 | Konkurencja   | Wynik         |
| ---- | -------- | -------------------------------------- | ------------- | ------------- |
| 1981 | Agen     | Puchar Europy w maratonie              | maraton       | 1. miejsce    |
| 1982 | Tokio    | Maraton tokijski                       | maraton       | 1. miejsce    |
| 1982 | Ateny    | Mistrzostwa Europy                     | maraton       | 8. miejsce    |
| 1984 | Praga    | Zawody "Przyjaźń-84"                   | maraton       | 1. miejsce    |
| 1987 | Rzym     | Mistrzostwa świata                     | maraton       | srebrny medal |
| 1988 | Seul     | Igrzyska olimpijskie                   | maraton       | 9. miejsce    |
| 1988 | Adelaide | Mistrzostwa świata w biegach ulicznych | bieg na 15 km | brązowy medal |
| 1988 | Huy      | Puchar Europy w maratonie              | maraton       | 3. miejsce    |
| 1990 | Seattle  | Igrzyska Dobrej Woli                   | maraton       | złoty medal   |

## Rekordy życiowe
- maraton – 2:27:57 – Tokio 15/11/1987 (rekord Kazachstanu)